# Markovac (Velika)
Markovac je naselje u Republici Hrvatskoj u Požeško-slavonskoj županiji, u sastavu općine Velika.

## Zemljopis
Markovac je smješten oko 15 km zapadno od Velike,  susjedna naselja su Nježić i Klisa na sjeveru i Milivojevci na jugu.

## Stanovništvo
Prema popisu stanovništva iz 2001. godine Markovac je imao 2 stanovnika, dok je prema popisu stanovništva iz 1991. godine imao 29 stanovnika.
| broj stanovnika | 36    | 29    | 27    | 26    | 34    | 59    | 53    | 63    | 38    | 40    | 39    | 31    | 29    | 29    | 2     | 1     | 2     |
|                 | 1857. | 1869. | 1880. | 1890. | 1900. | 1910. | 1921. | 1931. | 1948. | 1953. | 1961. | 1971. | 1981. | 1991. | 2001. | 2011. | 2021. |